# Machaerina raiateensis
Machaerina raiateensis är en halvgräsart som först beskrevs av John William Moore, och fick sitt nu gällande namn av Stanley Larson Welsh. Machaerina raiateensis ingår i släktet Machaerina och familjen halvgräs. Inga underarter finns listade i Catalogue of Life.